# Пейзаж часу (роман)
«Пейзаж часу» (англ. Timescape) — науково-фантастичний роман американського письменника Грегорі Бенфорда 1980 року (з незазначеним співавтором Гіларі Фойстер, невісткою Бенфорда, яка, як вважають, «зробила значний внесок у рукопис»). 1980 році твір отримав Британську науково-фантастичну премію, 1981 року — премію Неб'юла та 1981 року — Меморіальну премію Джона Кемпбелла за найкращий науково-фантастичний роман. У 1981 році твір отримав премію Дітмара за найкращу міжнародну художню літературу. Роман був широко схвалений як критиками наукової фантастики, так і основною літературою за поєднання детального розвитку персонажів і міжособистісної драми з більш стандартними науково-фантастичними сюжетами, такими як подорожі в часі та екологічні проблеми.
Видавництво Pocket Books використало назву цієї книги для свого випуску наукової фантастики.

## Короткий зміст сюжету
Історія написана з двох точок зору, рівновіддалених від публікації роману в 1980 році. Перший підсюжет розгортається у 1998 році, охопленому екологічними катастрофами, такими як цвітіння водоростей і зникнення видів, що перебувають на межі масштабного вимирання. Побіжно згадуються різні інші події, такі як студентські заворушення та ядерний терористичний акт проти Нью-Йорка, що стався ще до подій роману. Ця сюжетна лінія розповідає про групу вчених у Великій Британії, пов'язаних з Кембриджським університетом, та їхні спроби запобігти катастрофі, що насувається, надсилаючи індуковані тахіонами повідомлення в астрономічну позицію, яку Земля займала в 1962—1963 роках. Враховуючи швидкість тахіонів, ці повідомлення ефективно потраплять у минуле, оскільки вони швидші за світло. Ці зусилля очолюють англієць Джон Ренфрю та американець Грегорі Маркхем, який, найімовірніше, був створений за зразком самого Бенфорда.
Дія другого підсюжету розгортається в Каліфорнійському університеті в Сан-Дієго (UCSD) у Ла-Хойя, Каліфорнія, у 1962 році, де молодий науковець Гордон Бернштейн виявляє аномальний шум під час фізичного експерименту, пов'язаного зі спонтанним резонансом та антимонідом індію. Він та його студентський асистент Альберт Купер (також, ймовірно, заснований на досвіді автора та його навчанні в Каліфорнійському університеті) виявляють, що шум надходить у вигляді сплесків, синхронізованих у часі, що утворюють азбуку Морзе.
Отримане повідомлення складається з фрагментів речень стакато та переплутаних літер, що пояснюється намаганням команди 1998 року уникнути часового парадокса. Їх мета — дати дослідникам минулого достатньо інформації, щоб розпочати роботу над подоланням екологічної кризи, але недостатньо, щоб криза була повністю вирішена (інакше сигнал у минуле стане непотрібним і створить парадокс). Зважаючи на біологічну природу повідомлення, професор Бернштейн ділиться ним з професором біології Майклом Ремсі. Оскільки повідомлення також містить астрономічні координати, він додатково ділиться ним із Солом Шріффером, вигаданим вченим, який, як кажуть, працював із Френком Дрейком над проєктом Озма. Спочатку ці персонажі не розуміють справжнього значення послання. Ремсі вважає, що це перехоплена військова депеша, яка натякає на радянський біотероризм, тоді як Шріффер думає, що послання має позаземне походження. Шріффер оприлюднює цю теорію, згадуючи у своїх висновках Бернштейна. Однак керівник Бернштейна, Ісаак Лакін, скептично ставиться до повідомлень і хоче, щоб Бернштейн продовжував працювати над своїм оригінальним проєктом та ігнорував сигнал. В результаті цього переривання їхніх експериментів Бернстайн отримує відмову в підвищенні, а Купер провалює кандидатський іспит. Сигнал також загострює труднощі у стосунках Бернштейна з його дівчиною Пенні.
У 1998 році Ян Петерсон знаходить сейф у Ла-Хойя, в якому міститься аркуш паперу, що свідчить про те, що повідомлення отримано. Тим часом стає зрозуміло, що вірусна природа цвітіння водоростей поширює його швидше і через більше середовищ, ніж очікувалося спочатку. Вважається, що дивні жовті хмари, виниклі по світу, є результатом поглинання вірусного матеріалу через кругообіг води, і незабаром це вплине і на сільське господарство планети, що призведе до масових випадків харчових отруєнь. Летячи до Сполучених Штатів, Маркхем гине в авіакатастрофі, коли пілоти підлетіли надто близько до однієї з хмар, і в них почалися напади.
У минулій сюжетній лінії, перенесеній у 1963 рік, Бернштейн відмовляється зрікатися сигналів. Він отримує винагороду, коли в лабораторії Колумбійського університету також спостерігається шум сигналу (кивок у бік винахідника концепції тахіонів Джеральда Файнберга з Колумбійського університету). Використовуючи підказки в повідомленні, Ремсі відтворює умови цвітіння в контрольованому експерименті й усвідомлює, яку небезпеку воно становить. Бернштейн з'ясовує, що астрономічні координати, наведені в посланні, показують, де Земля перебуватиме в 1998 році через сонячну вершину. Він також отримує більш зв'язне, розпачливе послання з майбутнього. Побудувавши переконливу доказову базу, Бернштейн виходить на публіку і публікує свої результати.
Це рішення має колосальні наслідки. 22 листопада старшокласник з Далласа, якого вчитель фізики відправив до Техаського шкільного книгосховища, повинен отримати копію висновків Бернштейна. Там він перериває замах Лі Гарві Освальда на президента Джона Кеннеді, нападаючи на стрільця і відводячи третій фатальний постріл, який міг би стати смертельним. Хоча Кеннеді був серйозно поранений, він виживає. Цей парадокс створює альтернативний всесвіт і назавжди обриває зв'язок з оригінальним 1998 роком.
У заключних розділах змальовано 1998 рік оригінальної хронології як похмурий світ, що занепадає, а екологічна катастрофа, що посилилася, помітно впливає на спосіб життя людей. Петерсон усамітнюється в укріпленому заміському будинку, який він, очевидно, підготував заздалегідь. Ренфрю продовжує надсилати сигнали (у тому числі й більш зв'язний, який отримує Гордон), доки генератор будинку не дає збій. Однак перед цим він отримує сигнал нібито з 2349 року.
В останньому розділі, дія якого відбувається в 1974 році, відбувається церемонія нагородження за досягнення в науці. З причини виживання Кеннеді, президентом Сполучених Штатів є Вільям Скрентон, який ймовірно переміг Боббі Кеннеді через скандал із прослуховуванням телефонних розмов. Вчених, чия робота заснована на сигналі, вшановують, у тому числі Бернштейна, який отримує премію Енріко Фермі за відкриття тахіона.